# Rudolf Woller
Rudolf Woller (* 19. Juni 1922 in Singen (Hohentwiel); † 21. Juli 1996 in 108 Mile Ranch, Kanada) war ein deutsch-kanadischer Journalist und Schriftsteller.

## Leben
Woller wurde als Sohn eines Kaufmanns geboren. Er besuchte ein Reformgymnasium und diente als Jagdflieger und Leutnant im Zweiten Weltkrieg. Danach war er Volontär bei der Schwäbischen Zeitung und Redakteur beim Schwarzwälder Boten. Von 1949 bis 1950 arbeitete er für den   und schließlich freier Reporter beim Südwestfunk. Im Anschluss war er stellvertretender Ressortchef für Außenpolitik beim Rheinischen Merkur. Von 1953 bis 1956 war er Chefredakteur der Europäischen Zeitung. Von 1961 bis 1962 war er Vorsitzender der Jungen Europäischen Föderalisten Deutschlands. Von 1962 bis 1970 leitete er das ZDF-Hauptstadtstudio in Bonn. Von 1969 bis 1978 war er Präsident des Verbandes der Reservisten der Deutschen Bundeswehr und mittlerweile Oberst der Reserve. Von 1971 bis 1976 war er Chefredakteur des ZDF.
Ab 1977 lebte Woller auf seiner Farm in Kanada. 1982 erhielt er das Große Bundesverdienstkreuz.

## Werke
- Der Denkfehler. Eine Streitschrift wider eine unvernünftige Ideologie. Junge Gemeinschaft der Europa-Union, Bonn 1958.
- Der unwahrscheinliche Krieg: Eine realistische Wehrkonzeption. Seewald, Stuttgart 1970.
- Reservesysteme des Warschauer Paktes. Ein Weissbuch. Bernard & Graefe, München 1978, ISBN 3-7637-5204-8.
- 6mal Kanada. Piper, München/Zürich 1984, ISBN 3-492-02410-6.